# Zee TV
Zee TV (estilizado como ZEE TV) é um canal de televisão por assinatura em língua hindi na Índia. Foi lançado em 2 de outubro de 1992, como o primeiro canal de TV privado do país. É propriedade da Zee Entertainment Enterprises. A Zee TV também foi lançada no Reino Unido em 1995.

## História
A Zee TV foi lançada em 2 de outubro de 1992, como o principal canal da Zee Telefilms Ltd. Começou a transmitir 24h por dia em 1993.
Em 1999, a STAR TV vendeu sua participação nos canais Zee (Zee TV, Zee News e Zee Cinema) por US$ 296,5 milhões.
Em 10 de janeiro de 2007, a Zee Telefilms Ltd foi renomeada para Zee Entertainment Enterprises Ltd (ZEEL.).
Em 2013, a Zee TV, juntamente com seus canais irmãos, passou por uma reformulação da marca.
Em 15 de outubro de 2017, coincidindo com o jubileu de prata de vinte e cinco anos da Zee, todos os seus canais foram renomeados.
Em 30 de maio de 2021, a Zee TV planejava renovar seu visual e transmitir quatro novas séries de televisão, mas por causa da pandemia de COVID-19 na Índia, foi adiada.